# Turm (Schach)
Der Turm (Unicode: ♖ U+2656, ♜ U+265C) gehört zu den wertvollsten Figuren beim Schachspiel. Zusammen mit der Dame gehört er zu den Schwerfiguren. Man unterscheidet in der Grundstellung und in der Eröffnung zwischen Damenturm und Königsturm.
Ersterer ist auf dem Damenflügel postiert, wobei der weiße auf dem Feld a1, der schwarze auf a8 steht.
Letzterer ist auf dem Königsflügel postiert; der weiße steht auf dem Feld h1, der schwarze auf h8.

## Zugmöglichkeiten und Wert
|   | a | b | c | d | e | f | g | h |   |
| 8 |   |   |   |   |   |   |   |   | 8 |
| 7 |   |   |   |   |   |   |   |   | 7 |
| 6 |   |   |   |   |   |   |   |   | 6 |
| 5 |   |   |   |   |   |   |   |   | 5 |
| 4 |   |   |   |   |   |   |   |   | 4 |
| 3 |   |   |   |   |   |   |   |   | 3 |
| 2 |   |   |   |   |   |   |   |   | 2 |
| 1 |   |   |   |   |   |   |   |   | 1 |
|   | a | b | c | d | e | f | g | h |   |

Ein Turm kann sich sowohl horizontal als auch vertikal über eine beliebige Anzahl von Feldern bewegen. Er darf auf jedes freie Feld in jeder Richtung linear ziehen, ohne jedoch über andere Figuren zu springen. Die einzige Ausnahme davon bildet die Rochade, in deren Verlauf der Turm einmalig über den König springt. Eine Reihe oder Linie des Schachbretts entlang darf ein Turm über weiße und schwarze Felder ziehen und auf ein beliebiges anderes Feld gestellt werden, soweit der Weg frei ist. Im Gegensatz zu allen anderen Figuren bestreicht der Turm von jeder beliebigen Position aus – bei freier Zugbahn – immer die gleiche Anzahl an Feldern des Schachbrettes, nämlich 14. Bei der Rochade werden nacheinander König und Turm als Teil desselben Zuges bewegt.
Der Wert des Turmes wird mit vier bis fünf Bauerneinheiten beziffert. Vor allem in geschlossenen Stellungen ist der Turm in seinen Bewegungsmöglichkeiten beschränkt.

## Der Turm in den drei Spielphasen

### In der Eröffnung
In der Anfangsphase einer Partie spielt der Turm eine untergeordnete Rolle, solange die Bauern seine Zugbahnen begrenzen. Sein Einsatz beginnt häufig mit der Rochade, die den Turm mehr in Richtung Zentrum rückt; oder aber bei heterogenen (entgegengesetzten) Rochaden, indem durch Randbauernzüge (zum Beispiel h2–h4 oder h7–h5 nach kurzer Rochade des Gegners) versucht wird, die Ausgangslinie des Turms zu öffnen, um so einen Königsangriff zu unterstützen.

### Im Mittelspiel
Der Turm ist eine typische Mittelspiel- bzw. Endspielfigur. Je mehr Figuren im Partieverlauf aus dem Spiel genommen werden, desto besser kann der Turm seine Reichweite ausspielen. Aus diesem Grund ist man als Spieler bestrebt, seine Türme auf offene oder halboffene Linien zu positionieren, wo sie ihre Stärken am besten ausspielen können. Oft versucht eine Partei eigene Bauern abzutauschen oder gar zu opfern, um Linien zu öffnen und so den Weg für die eigenen Türme zu öffnen.
Stehen beide Türme eines Spielers auf einer Linie, so spricht man von einer Turmverdopplung. Diese gilt als besonders vorteilhaft, weil sich beide Türme dabei gegenseitig decken und unterstützen.
Die Angriffsziele der Türme befinden sich meist auf der siebten oder achten Reihe: Gelangt ein Turm auf die siebte Reihe, kann er dort oft gleichzeitig Figuren und Bauern rechts und links von ihm angreifen. Ein Turm auf der achten Reihe kann sogar manchmal matt setzen, wenn der gegnerische König hinter den eigenen Bauern gefangen und die Grundreihe nicht durch andere Figuren geschützt ist (Siehe Grundreihenmatt).

### Im Endspiel
Das Mattsetzen mit Turm und König gegen König ist einfach zu bewerkstelligen, wenn der gegnerische König an den Rand gedrängt wird. Endspiele mit Türmen und Bauern nennt man Turmendspiele; diese machen etwa die Hälfte aller Endspiele aus. Sie tendieren bei materiellem Gleichstand oft zum Remis, erfordern aber präzises Spiel.

## Geschichte

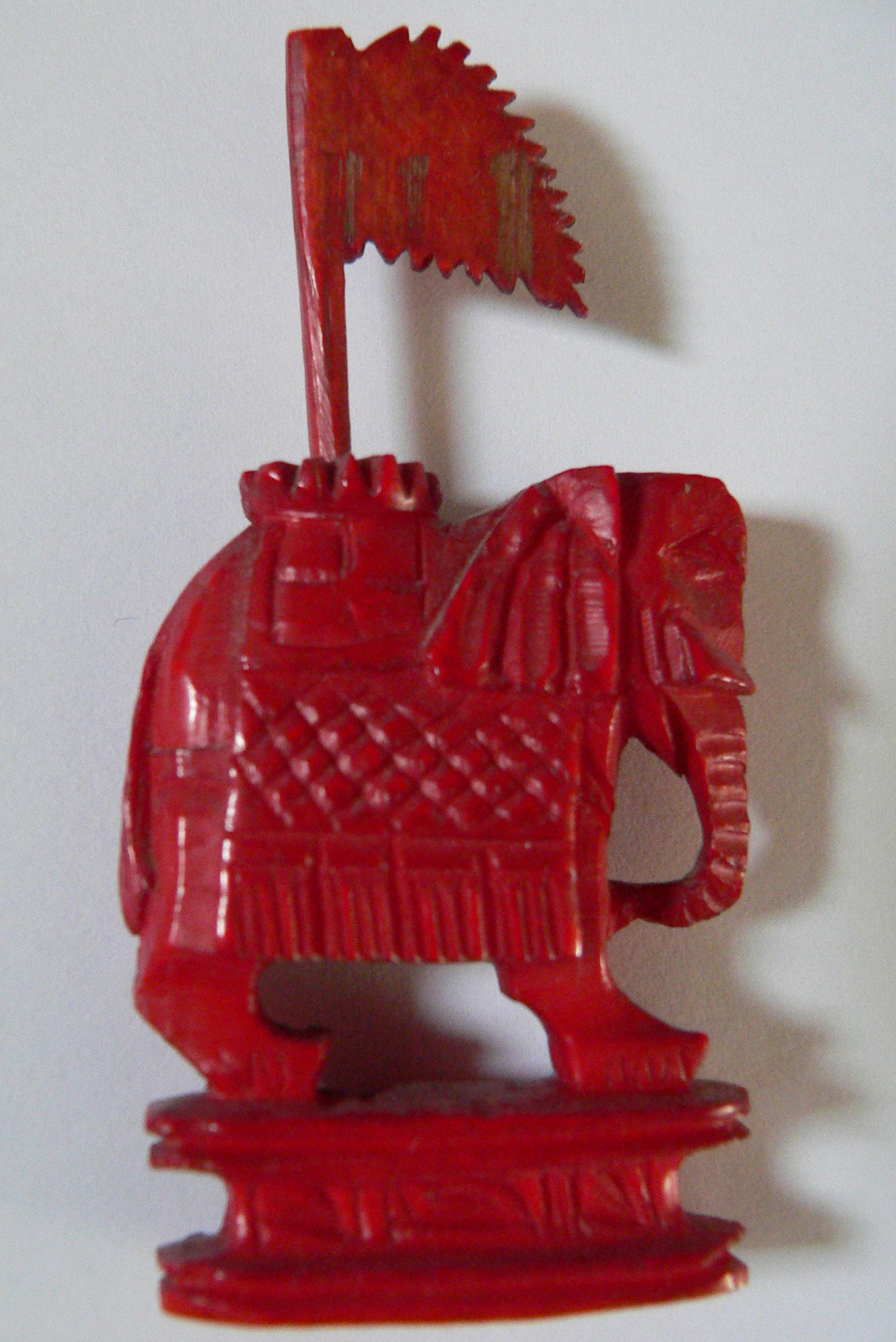
Elefant mit aufgesatteltem Turm aus einem chinesischen Schachspiel

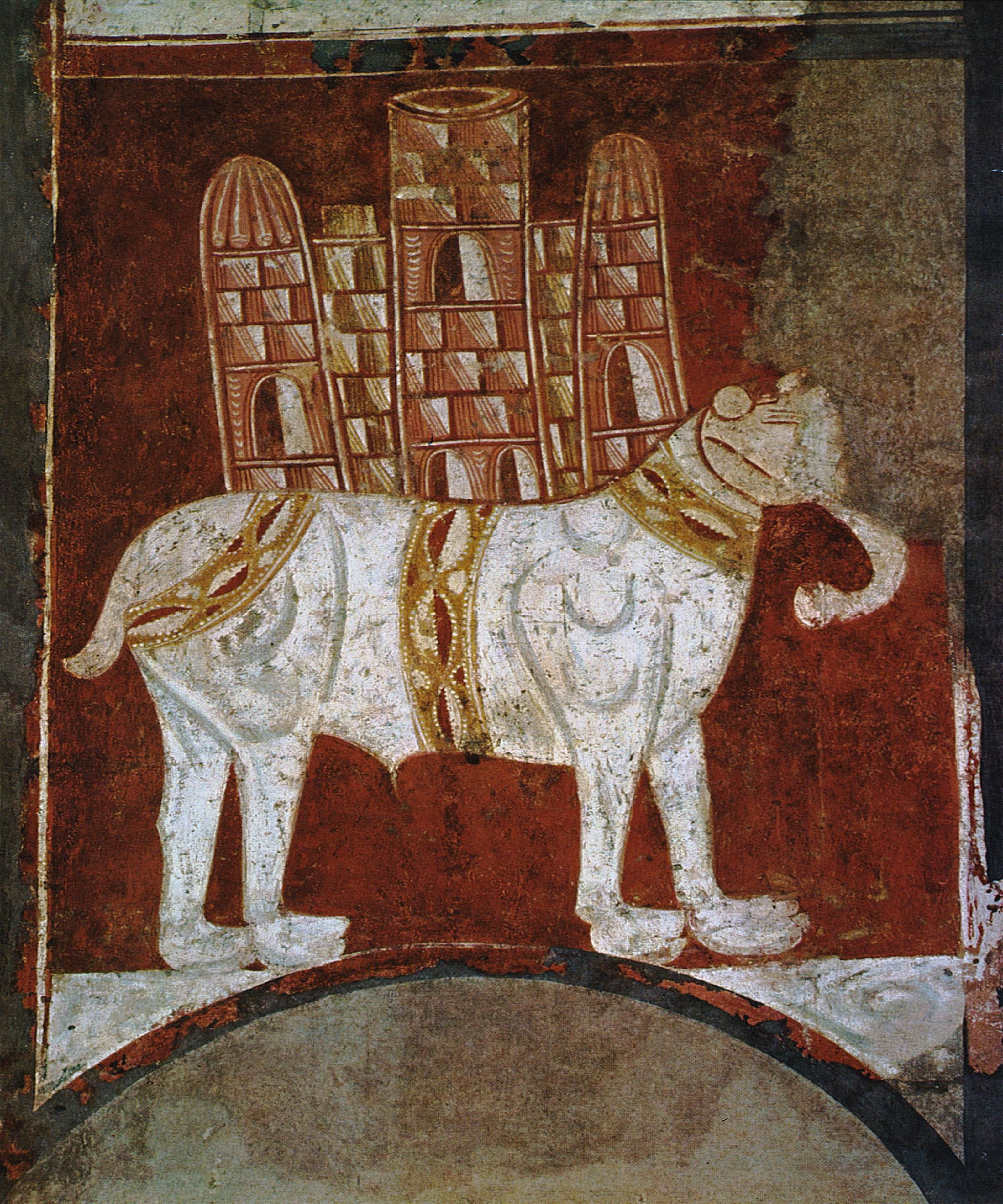
Elefant mit Turm – Fresko aus der mozarabischen Einsiedelei (ermita) San Baudelio de Berlanga in der Provinz Soria, Spanien (heute im Museo del Prado, Madrid)

Die Darstellung des Turms resultiert aus Figuren, die einen Elefanten mit Turmaufsatz zeigten. Im indischen Schachspiel nahmen allerdings die Elefanten den Platz des heutigen Läufers ein (vgl. alfil).
Sprachlich entwickelte sich der Begriff rok (Sanskrit) bzw. roch (persisch) für „Gesichtsfeld“ bzw. „Streitwagen“ (im Sinne von „gerader Angriff mit dem Streitwagen“) über den Begriff ruch zum lateinischen roccus und damit zum vermeintlichen gleichen rocca (italienisch für Burg). So entstand auch die englische Bezeichnung rook. Gelegentlich wurde auch über einen etymologischen Zusammenhang mit dem Vogel Roch der orientalischen Sagenwelt spekuliert.
Im mittelalterlichen Schach war der Roch die stärkste Figur, weil der Fers noch nicht über die Zugmöglichkeiten der Dame verfügte. Aus diesem Grund wurde der Turm beziehungsweise Roch gerne als Wappenfigur verwendet.

## Ersatzfigur bei Bauernumwandlung
Wenn ein Spieler sich durch Umwandlung eine zweite Dame holt, kann sich das Problem ergeben, dass die Umwandlungsfigur am Brett nicht zur Verfügung steht. In freien Partien wird dann nicht selten ein umgedrehter Turm als Ersatzfigur für die Dame verwendet. Diese Praxis ist aber nicht regelkonform und wird in Turnierpartien, auch in Blitzpartien, nicht toleriert. Auch ein umgedrehter Turm bleibt Turm und wird als solcher angesehen. Die regelkonforme Praxis ist es in diesem Fall, den Schiedsrichter zu informieren, dass eine zweite Dame benötigt wird. Notfalls kann dazu die Schachuhr angehalten werden (FIDE-Regel 6.12). Um das zu vermeiden, kann man bereits vor der Partie dafür sorgen, dass eine zweite Dame am Brett bereitsteht.

## Heraldik

Historisches Wappen von Scharrachbergheim mit dem Roch als Wappenfigur

- siehe Roch (Heraldik)